# Daniel Saint-Hamont
Pour les articles homonymes, voir Hamont (homonymie).
Daniel Saint-Hamont, né le 16 décembre 1944 à Mascara  (Algérie), est un journaliste, écrivain et scénariste français.

## Biographie
Après une scolarité majoritairement en Algérie française et dans des établissements d'Alsace (Wissembourg) ou de la direction de l'enseignement français en Allemagne (collège Turenne de Fribourg-en-Brisgau, lycée Charles de Gaulle de Baden-Baden), où son père, militaire, était stationné, il fait ses études à l'Institut d'études politiques de Toulouse  (promotion 1967) et à l'IEID, Institut d'études des pays en voie de développement, dont il est également diplômé.
Devenu journaliste en 1969, à l'ORTF, il est nommé correspondant de France Inter à Washington (1969-1972) puis à Moscou jusqu'en 1975. Il occupe ensuite diverses fonctions dans la rédaction de France-Inter et assure la revue de presse de 8 h 30 pendant quatre ans, tout en se tournant vers la littérature pour publier des romans alors remarqués pour leur thème central, l'Algérie. Il parle couramment l'allemand, l'anglais et a d'excellentes notions de russe.
Progressivement, son activité d'écriture (romans et scénarios) prend le dessus et il renonce à la radio en 1983. Il reprendra néanmoins une chronique radio et une émission avec Roger Hanin, Le Bar du Soleil, sur RMC, de 1989 à 1992.
Le thème privilégié de son œuvre est l'Algérie où il a passé une partie de son enfance. Son dernier ouvrage Lionel d'Arabie (Orients Editions, 2020) est consacré à son père né Ahmed, d'origine algérienne, et à son désir d'intégration dans la communauté française.

## Décoration
- Officier de l'ordre des Arts et des Lettres (2025)[5]
  - chevalier en 1997

## Œuvres
Romans
- Le Bourricot, Fayard, 1974 (réédition 1982  (ISBN 978-2-213-01185-1)
- L'Empire des cafards, Fayard, 1976
- Le Coup de sirocco, Fayard, 1978
- La Valise à l'eau, ou Le Voyage en Alger, Fayard, 1981
- Dalia, Flammarion, 1988
- Un été provisoire, Flammarion, 1992
- Le Grand Carnaval (sur une idée originale d’Alexandre Arcady et avec la collaboration au scénario d'Alain Le Henri), Fayard, 1983
- Histoires algériennes, éditions Robert Laffont, 1979
- Le Jour de l'Aïd, Plon, 2002  (ISBN 2-259-19595-4)
- Et le sirocco emportera nos larmes, Éditions Grasset & Fasquelle, 2012  (ISBN 978-2-246-79804-0)
- Lionel d'Arabie, Orients Éditions, 2020.
- Compostelle pour les vieux: 80 ans, 120 jours, 1600 km... Il n'y a pas d'âge pour prendre la route !, Editions Eyrolles, 2025

Parmi les Scénarios de cinéma
- 1981 : Le Grand Pardon, d'Alexandre Arcady
- 1982 : La Baraka, de Jean Valère
- 1983 : Le Grand Carnaval, d'Alexandre Arcady
- 1985 : Hold-up, d'Alexandre Arcady
- 1987 : Le Solitaire, de Jacques Deray
- 1989 : L'Union sacrée, d'Alexandre Arcady
- 1992 : Le Grand Pardon 2, d'Alexandre Arcady
- 2004 : Mariage mixte, d'Alexandre Arcady
- 2005 : L'Anniversaire, de Diane Kurys
- 2007 : Le Dernier Gang, d'Ariel Zeitoun
- 2010 : Comme les cinq doigts de la main, d'Alexandre Arcady
- 2012 : Ce que le jour doit à la nuit, d'Alexandre Arcady (d’après Yasmina Khadra)

Parmi les Scénarios pour la télévision
Il a écrit des épisodes pour plusieurs séries télévisées comme :
- Le juge est une femme
- Navarro
- La Crim'
- Les Petits Meurtres d'Agatha Christie